# Чемпионат Африки по волейболу среди мужчин 1991
8-й чемпионат Африки по волейболу среди мужчин прошёл в июле 1991 года в Каире (Египет) с участием 10 национальных сборных команд. Чемпионский титул впервые в своей истории выиграла сборная Алжира.

## Команды-участницы
Алжир, Ангола, Гана, Египет, Замбия, Камерун, Кения, Кот-д'Ивуар, Нигерия, Тунис.

## Итоги

### Положение команд
| Алжир          |
| Египет         |
| Тунис          |
| 4. Камерун     |
| 5. Нигерия     |
| 6. Гана        |
| 7. Кения       |
| 8. Замбия      |
| 9. Кот-д'Ивуар |
| 10. Ангола     |